# Kurt Savoy
Curro Savoy o Kurt Savoy (nacido Francisco Rodríguez Muñoz, Andújar, provincia de Jaén, 1948) es un músico español, considerado como el «Rey del Rock Español», pionero de la guitarra eléctrica en España y especializado en silbidos para películas y spots de TV, que vive actualmente en París, Francia.
Con su técnica de silbido, interpreta una gran variedad de temas musicales que van desde la bossa nova y el jazz al rock o el folk. También tiene maestría imitando el canto de las aves. Su historia quedó contada en cinco libros: Silbidos de gloria (2009), escrito por Miguel Adrover,Paquito el Travieso, de Manuel Macía i Vila, Les rêves de Paquito, de Denise de Mirando, Lo bueno, lo feo y lo malo de la música, de Eryk Sanz y Así fue y así es mi vida, de Calos Julio Correa Molinares.

## Biografía
Curro Savoy se formó artísticamente en Madrid y Barcelona. Era muy aficionado al rock'n'roll y tocaba la guitarra con un grupo de amigos.

### Inicio de su carrera
Inició su carrera en 1959. Tico Medina y Yale le presentaron en uno de los primeros programas del Telediario de Televisión Española con apenas doce años. A ritmo de rock and roll tocó y cantó en concursos radiofónicos, causando sensación entre el público y ganando muchos de ellos, como Conozca a sus vecinos en Radio Madrid, donde ganó 100 pesetas y un bote de Cola-Cao, El carro de la gloria, presentado por Encarna Sánchez en Radio España o Flan chino el mandarín con José Luis Uribarri en Radio Intercontinental. Fue Bobby Deglané, un influyente director de radio, quien le bautizó como Kurt Savoy y lo presentó en decenas de shows, como sus famosas cabalgatas. También en programas de T.V.E. como Hacia la fama, con Ángel de Echenique.
Alcanzó fama nacional e hizo giras alrededor de España en todo el territorio. En Ciudad Real, actuó en una jaula con leones a petición del dueño del circo, siendo noticia en las primeras páginas de la prensa nacional. De esta época cabe destacar su vinilo Full and Rock (1960), el primero de muchos bajo el sello SAEF-CETRA.
Un día, en una actuación de la Radio Madrid, de la Cadena SER, debía tocar el «Rock de la cárcel», de Elvis Presley, pero olvidó la letra. Comenzó a tocar la guitarra, improvisó, y comenzó a silbarla. El programa pidió al final que la volviese a tocar.
Como curiosidad, Curro Savoy siempre actúa vestido de negro y con una gorra puesta.

### Vida en Francia
Desde 1981 hasta hoy, vive con su mujer, Clarita Montes, en Francia. Clarita es escritora, periodista y torera francesa, primera mujer en descender a un ruedo español (en un momento en el que estaba prohibido a las mujeres torear). Saltó como espontánea en Getafe. Sin embargo, Curro no quería que su mujer torease, y Clarita se dedicaría a la música como su esposo. En Francia continuó su carrera en conciertos y comerciales de TV, el más conocido de los cuales es sin duda el de Coco Chanel, con Vanessa Paradis en el papel de pájara enjaulada.
Continuaba con su popularidad en España en programas como Buenafuente, Ratones coloraos, de Jesús Quintero o Cine de barrio, con Carmen Sevilla, además de en todas las televisiones autonómicas, como los programas de Nuria Roca en Canal Nou o Juan Imedio en Canal Sur. También actuó en programas de Canal Cuatro, con Jesús Calleja, o de radio, con Luis del Olmo.
En Francia es conocido por ser semifinalista de la tercera temporada de Incroyable Talent, además de aparecer en numerosos programas de televisión, como Coucou c'est nous! y On n'est pas couché, entre otros.
A lo largo de su vida, Curro Savoy ha publicado una cantidad extraordinaria de álbumes. Ha actuado en el Olympia de París y ha girado por todo el mundo varias veces.
En Francia, ha trabajado con los compositores Jean-Marie Sénia y Pascal Chatain, aportando su interpretación silbada sobre las bandas sonoras de las películas Le Serment de Mado, Une jour chez ma mère, Le Cochon de Gaston y también sobre la de la película de animación Les Contes de l'horloge magique, de Vladislav Starévich.
Con Clarita ha tenido dos hijos, Patricia y David.

## Discografía

### Álbumes de estudio
- Full and Rock (7", EP), 1960
- Cabeciña en hombro (7", EP), 1961
- Tercer Festival de la Canción Mediterránea (7", EP), 1961
- Kurt Savoy (7", EP), 1961
- Oh, sole mio (7", EP), 1961
- Lucia (7", EP), con Fernando Orteu y Su Conjunto, 1962
- El rock de la cárcel (1966), cover de la canción de Elvis Presley de 1957
- El rey del silbido (7", EP), con Los Roberts, 1966
- La caída del sol, 1969
- El día que comenzó, 1970

- Brisa de verano/Nunca se debe decir (7", single), 1977
- What I Say, 1978
- Bésame, 1979
- La maison de campagne, 1980
- A la caída del sol, 1981
- El cóndor pasa, 1982
- Silbando malagüeñas, 1983
- La chanson du pecheur, 1984
- Concert d'Octobre, 1985
- Savoir, 1986
- Cómo te amo, 1990
- Dream Music, 1991
- Stormy Weather, 1992
- Love Song, 1993
- Savoy Siffle Noel, 1994
- La noche, 1995
- El rey del silbido, 1996
- Project One, 1997
- The Whistler, 1998
- Recuerdos de la Alhambra, 2000
- Jazz Feelings, 2001
- Country Song, 2002
- Viva la feria, 2003
- Chansons d'Amour, 2005
- The West Nostalgy, 2006
- Silbaría, 2007
- A mi aire, 2008
- The Third, 2009
- Clásicos silbados, 2010
- Música para soñar, 2012
- No Way, 2013.

### Álbumes compilatorios
- Kurt Savoy y el Full and Rock (LP), 1986
- The Best of Curro, 1999
- Kurt Savoy: todas sus grabaciones (1960-1977) (CD), 2000.